# Over-Nite Sensation
Over-Nite Sensation je studiové album amerického rockového kytaristy a zpěváka Franka Zappy, vydané v září roku 1973 u DiscReet Records. Album nahrávala jedenáctičlenná skupina v čele se Zappou od 19. března do 1. června roku 1973 v kalifornských městech Inglewood, Glendale a Los Angeles.

## Seznam skladeb
Všechny skladby napsal Frank Zappa.
| Strana 1 | Strana 1         | Strana 1 |
| Pořadí   | Název            | Délka    |
| -------- | ---------------- | -------- |
| 1.       | Camarillo Brillo | 3:59     |
| 2.       | I'm the Slime    | 3:34     |
| 3.       | Dirty Love       | 2:58     |
| 4.       | Fifty-Fifty      | 6:09     |

| Strana 2 | Strana 2       | Strana 2 |
| Pořadí   | Název          | Délka    |
| -------- | -------------- | -------- |
| 1.       | Zomby Woof     | 5:10     |
| 2.       | Dinah-Moe Humm | 6:01     |
| 3.       | Montana        | 6:35     |

## Sestava
- Frank Zappa – kytara, zpěv
- George Duke – syntezátor, klávesy
- Bruce Fowler – pozoun
- Tom Fowler – baskytara
- Ralph Humphrey – bicí
- Ricky Lancelotti – zpěv v „Fifty-Fifty“ a „Zomby Woof“
- Sal Marquez – trubka, zpěv v „Dinah-Moe Humm“
- Jean-Luc Ponty – housle, bariton housle
- Ian Underwood – klarinet, flétna, alt saxofon, tenor saxofon
- Ruth Underwood – perkuse, marimba, vibrafon
- Kin Vassy – zpěv v „I'm the Slime“, „Dinah-Moe Humm“ and „Montana“